# Шкртел, Мартин
Ма́ртин Шкртел (словац. Martin Škrtel; род. 15 декабря 1984, Гандлова, Среднесловацкий край) — словацкий футболист, защитник. Выступал за сборную Словакии. Входит в тройку лидеров в истории сборной Словакии по количеству сыгранных матчей.

## Карьера

### Начало карьеры
Начал заниматься футболом с шести лет. Воспитанник футбольной школы клуба «Прьевидза», в котором играл на позициях защитника и опорного полузащитника. Позднее играл за «Тренчин», откуда в 2004 году перебрался в петербургский «Зенит».
31 июля 2004 года Шкртел дебютировал в «Зените» в матче на Кубок России против омского «Иртыша» (2:0). Шкртел сказал, что присутствие словацких и чешских игроков помогло ему адаптироваться в своей новой команде. Он провёл в клубе 4 сезона. Всего в официальных встречах провёл 113 матчей, забил 5 голов (из них в Премьер-лиге — 74 матча, 3 гола). В составе «Зенита» в 2007 году стал чемпионом России.
В начале 2008 года в приобретении Шкртела, по слухам, были заинтересованы европейские клубы «Валенсия», «Ньюкасл Юнайтед», «Тоттенхэм», «Эвертон» и «Ливерпуль».

### «Ливерпуль»

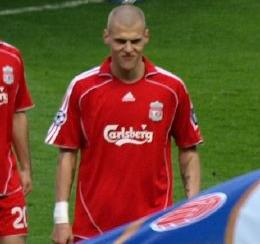
Шкртел в составе «Ливерпуля» в 2008 году

11 января 2008 года Шкртел перешёл в английский «Ливерпуль». Во время переговоров «Ливерпуля» и «Зенита» на Мартина произвёл сильное впечатление главный тренер «Ливерпуля» Рафаэль Бенитес, что впоследствии он назовёт решающей причиной выбора именно этого клуба. Предполагаемая сумма трансфера составила 6,5 миллионов фунтов. Рафаэль Бенитес на пресс-конференции, посвящённой подписанию Шкртела, его главными качествами назвал «настойчивость, скорость и хорошую игру в воздухе» и сравнил Мартина с вице-капитаном «Красных», легендарным защитником Джейми Каррагером.
В новой команде Шкртел получил номер 37, который до него носили Яри Литманен и Зак Уитбред. Его полноценный дебют состоялся 26 января 2008 года в матче против любительского клуба «Хавант-энд-Уотерлувилл» в рамках четвёртого раунда Кубка Англии. Мартин практически сразу завоевал место в основном составе, за первые три месяца в команде сыграв, в частности, в важнейших играх против «Челси», «Манчестер Юнайтед», «Эвертона» и «Арсенала». По итогам своего первого мерсисайдского дерби Шкртел был признан болельщиками «Ливерпуля» лучшим игроком матча.
Шкртел блестяще начал сезон 2008/09, выйдя в старте во всех матчах Премьер-лиги, кроме одного, и вытеснил из основы Даниэля Аггера. Вместе с партнёром по обороне Джейми Каррагером он продемонстрировал ряд сильных матчей против многих ведущих команд, особенно против «Манчестер Юнайтед», «Эвертона» и «Марселя» в Лиге чемпионов. 5 октября 2008 года Шкртел получил серьёзную травму колена из-за неловкого падения, когда бросил вызов Чеду Эвансу в конце матча против «Манчестер Сити» который «Ливерпуль» выиграл 3:2. Позже было подтверждено, что защитник порвал заднюю крестообразную связку правого колена, но хирургического вмешательства не потребовал, и ожидалось, что он вернется до «Рождества». 28 декабря 2008 года он вернулся после травмы и вышел на замену в игре «Ливерпуля» с «Ньюкаслом» (5:1). Он регулярно играл за «Ливерпуль» во второй половине сезона, а команда заняла второе место в Премьер-лиге с 86 очками.
21 ноября 2009 года Шкртел забил свой первый гол за «Ливерпуль» в ворота «Манчестер Сити». 26 февраля 2010 года он сломал плюсневую кость правой стопы во время матча Лиги Европы УЕФА против «Унири». 18 августа 2010 года он продлил контракт с «Ливерпулем» до 2014 года.
В сезоне 2010/11 Шкртел играл каждую минуту каждого матча Премьер-лиги. 28 ноября 2010 года, в матче против «Тоттенхэма» на Уайт Харт Лейн, он забил свой второй гол в карьере за «Ливерпуль» и первый автогол в Премьер-лиге, а «Ливерпуль» проиграл 1:2. В свой 26-й день рождения он был капитаном «Ливерпуля» в матче Лиги Европы против «Утрехта». 2 апреля 2011 года он забил головой в ворота «Вест Бромвич Альбион». В мае 2011 года Шкртел заявил, что, по его мнению, сезон 2010/11 был для клуба лучшим на сегодняшний день.

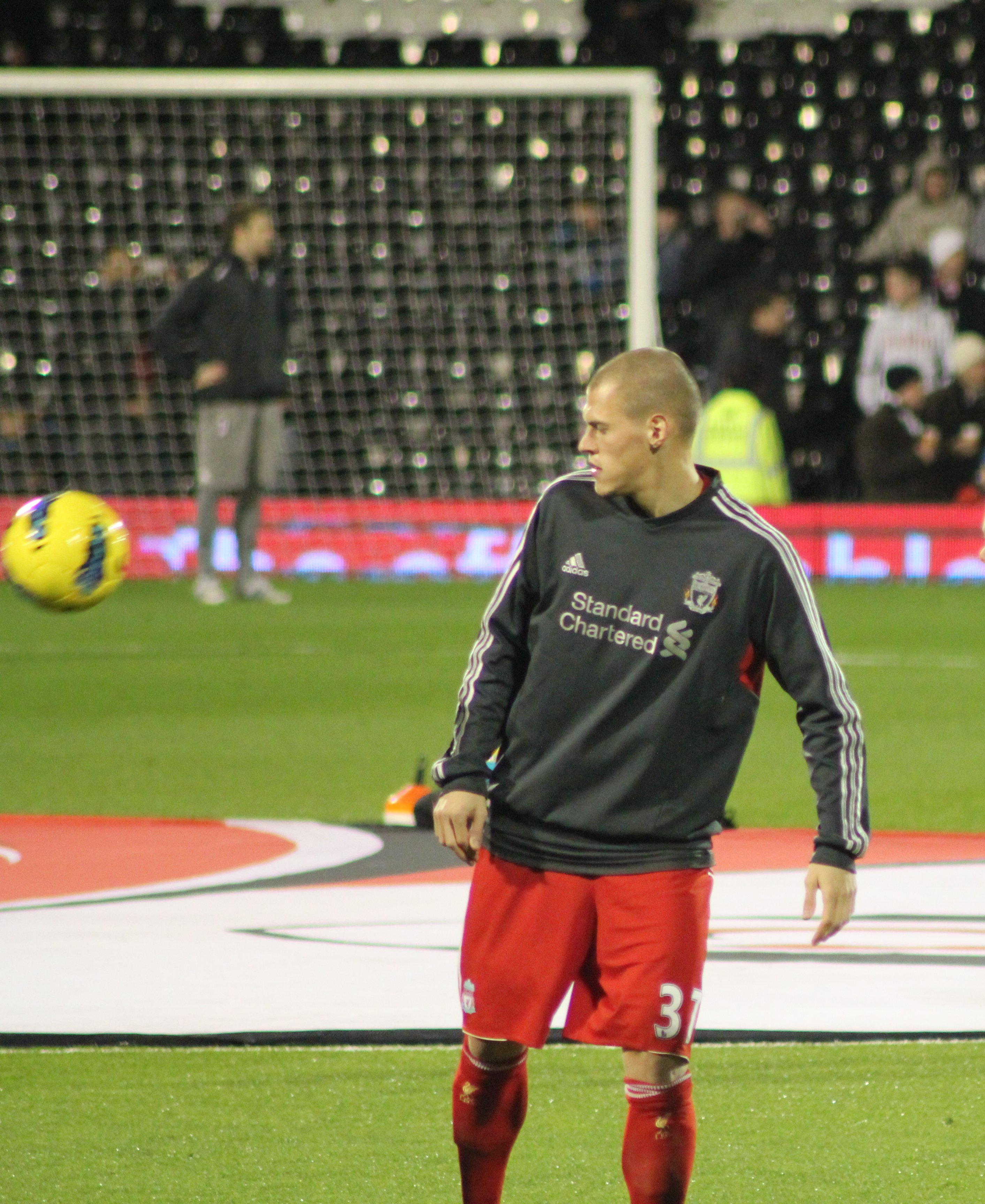
Шкртел в составе «Ливерпуля» в 2011 году

27 августа 2011 года он забил головой в ворота «Болтона» в своём первом матче в чемпионате, играя на позиции правого защитника. 18 сентября 2011 года он был удалён с поля в выездном матче против «Тоттенхэма», а «Ливерпуль» крупно проиграл 0:4. 18 декабря 2011 года забил второй гол «Ливерпуля» в выездном матче лиги в ворота «Астон Виллы». Первый гол Шкртела в 2012 году пришёлся на матч пятого раунда Кубка Англии против «Брайтон энд Хоув Альбион», открыв счёт в течение пяти минут после начала матча. 26 февраля 2012 года он забил гол в ворота «Кардифф Сити» в финале Кубка Футбольной лиги 2012 года. «Ливерпуль» выиграл 3:2 по пенальти после того, как матч закончился ничьей 2:2, а Шкртел выиграл свой первый трофей в Англии. 10 апреля 2012 года Шкртел впервые стал капитаном «Ливерпуля» в Премьер-лиге, приведя свой клуб к победе над «Блэкберн Роверс» и сыграл ключевую роль в первом голе с передачей на Крейга Беллами. 5 мая 2012 года он сыграл в финале Кубка Англии против «Челси», где «Ливерпуль» уступил 1:2. В мае 2012 года Шкртела признали «Игроком сезона в Ливерпуле».
После того, как Кенни Далглиш покинул с «Ливерпуль», ему на смену пришёл тренер «Суонси Сити» Брендан Роджерс. 20 августа 2012 года Шкртел объявил, что связывает своё будущее с «Ливерпулем», подписав новый контракт. 26 августа 2012 года он забил первый гол клуба в новом сезоне в ворота «Манчестер Сити». В январе 2013 года Шкртела исключили из команды после неудачного матча в Кубке Англии против «Олдхэм Атлетик». После этого, во второй половине сезона он сыграл всего четыре матча в Премьер-лиге. Шкртел назвал сезон 2012/13 «одним из худших сезонов в своей карьере и, безусловно, худшим за время своего пребывания в Ливерпуле».
В августе 2013 года сообщалось, что «Ливерпуль» отклонил предложение «Наполи» в размере 10 миллионов фунтов стерлингов по Шкртелу. 8 февраля 2014 года Шкртел сделал дубль в ворота «Арсенала» за первые десять минут матча, что помогло «Ливерпулю» одержать победу со счетом 5:1. По итогам сезона 2013/14 установил антирекорд АПЛ — на его счету оказалось 4 автогола.

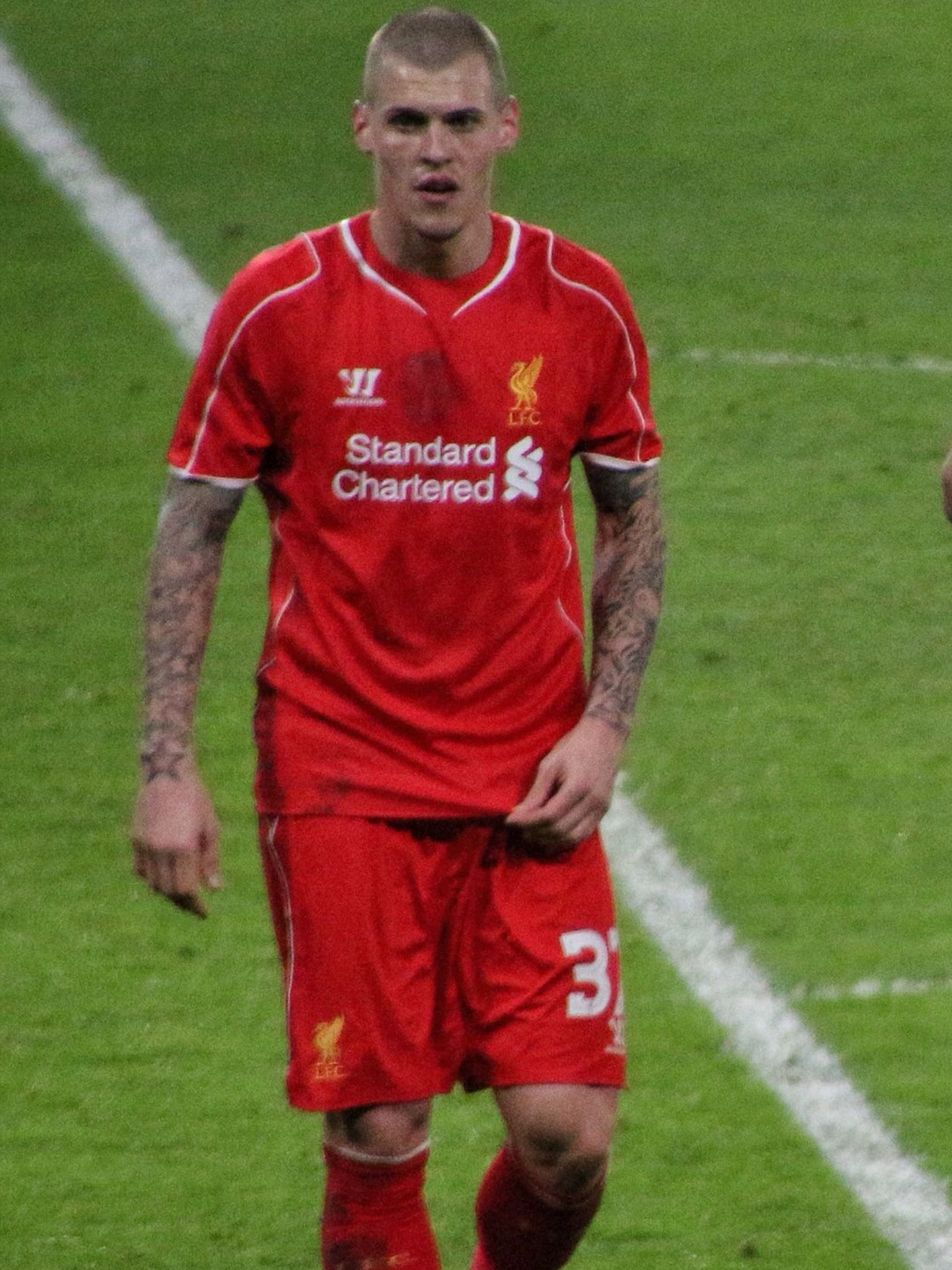
Шкртел в составе «Ливерпуля» в 2015 году

4 ноября 2014 года Шкртел был капитаном «Ливерпуля» в матче Лиги чемпионов против «Реала», когда капитан Стивен Джеррард и вице-капитан Джордан Хендерсон были на скамейке запасных, в итоге «Ливерпуль» проиграл 0:1. После неудачного начала сезона Брендан Роджерс в октябре переключился на трёх защитников, при этом Шкртел сыграл важнейшую роль. Его темп, атлетизм и игра в мяч были ключевыми в этом построении. 27 января 2015 года в полуфинальном матче с «Челси» в Кубке лиги Шкртелу нанёс удар нападающий «лондонцев» Диего Коста. Судья матча Майкл Оливер не наказал футболиста за инцидент, но позже Коста был дисквалифицирован на три матча Футбольной ассоциацией. 8 марта 2015 года в матче шестого раунда Кубка Англии против «Блэкберн Роверс» Шкртел был заменён и срочно был доставлен в больницу после столкновения с Рюди Жестедом. Позже Шкртел был дисквалифицирован Футбольной ассоциацией на три матча за агрессивное поведение на вратаре «Манчестер Юнайтед» Давиде де Хеа. Он безуспешно подал апелляцию, заявив, что это было непреднамеренно.
10 июля 2015 года Шкртел подписал новый контракт с «Ливерпулем». 23 сентября 2015 года он сыграл свой 300-й матч за «Ливерпуль» матче Кубка лиги против «Карлайл Юнайтед». 6 декабря 2015 года Шкртел присоединился к своему бывшему партнёру по защите Джейми Каррагеру и занял второе место в списке автоголов Премьер-лиги за все время, забив в свои ворота в матче против «Ньюкасл Юнайтед». 20 декабря 2015 года у Шкртела был разрыв подколенного сухожилия, из-за которого он не играл в течение шести недель.

### Дальнейшая карьера
14 июля 2016 года Шкртел перешёл из «Ливерпуля» в «Фенербахче».
В августе 2019 года покинул «Фенербахче» и на правах свободного агента присоединился к «Аталанте».
2 сентября 2019 года стало известно о том, что Шкртел и итальянский клуб расторгли соглашение. Таким образом, словацкий футболист вновь стал свободным агентом после трёх недель пребывания в итальянском клубе. 17 сентября 2019 года президент клуба Антонио Перкасси заявил в интервью, что жена Шкртела, Барбора, могла быть одной из причин его ухода. Перкасси заявил, что она не очень хотела переезжать в Бергамо.
В тот же день он вернулся в Турцию, подписав контракт с клубом «Истанбул Башакшехир». Через год вернулся в Словакию в клуб «Спартак Трнава», где и завершил карьеру в мае 2022 года.

## Карьера в сборной

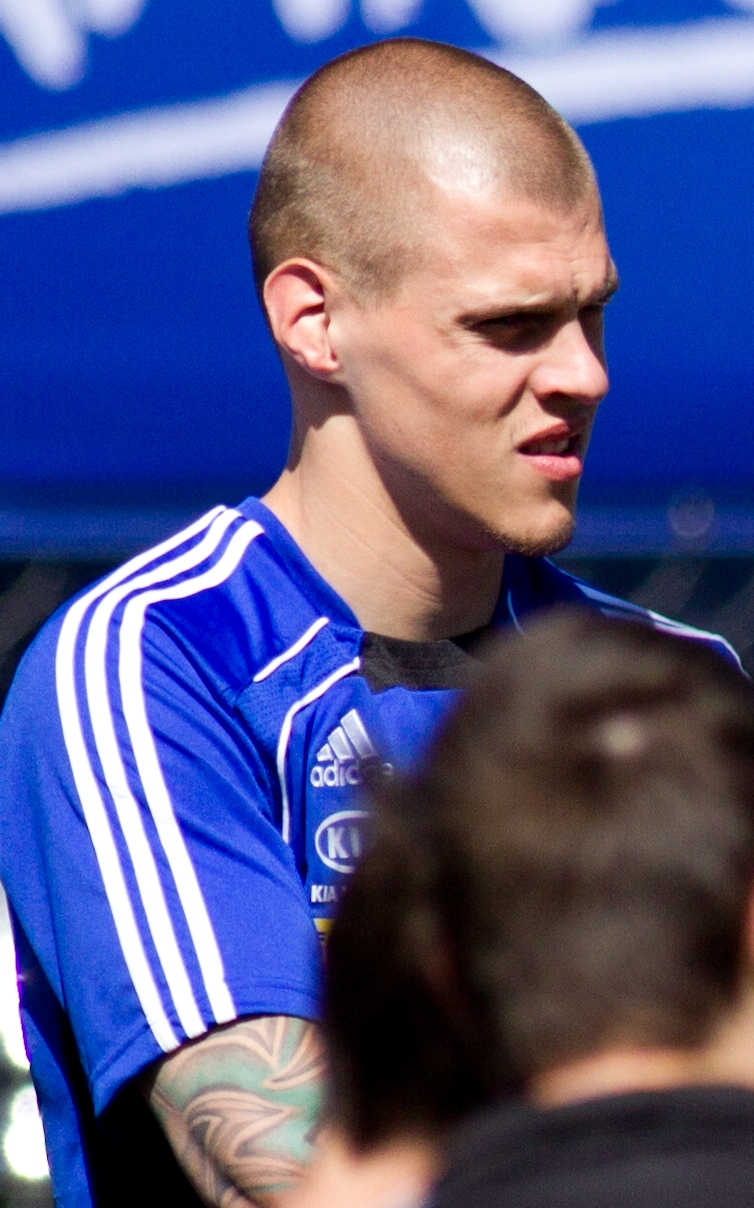
Шкртел в составе сборной Словакии

Играл за молодёжную сборную Словакии. В 2004 году Шкртел дебютировал в национальной сборной Словакии. В 2010 году участвовал в составе сборной на чемпионате мира.
13 октября 2018 года он сыграл свой 100-й матч в национальной сборной, став третьим игроком в истории Словакии, преодолевшем этот рубеж.
22 февраля 2019 года Шкртел объявил о своём уходе из международного футбола в возрасте 34 лет вместе с другим защитником сборной Томашом Губочаном и нападающим Адамом Немцем.
Шкртел является третьим игроком в истории Словакии по количеству сыгранных матчей.

## Достижения

### Командные
«Зенит»
- Чемпион России: 2007

 «Ливерпуль»
- Обладатель Кубка Футбольной лиги: 2011/12

 «Истанбул Башакшехир»
- Чемпион Турции: 2019/20

 «Спартак» (Трнава)
- Обладатель Кубка Словакии: 2021/22

### Личные
- Лучший игрок Первой словацкой лиги: 2002/03
- Обладатель приза Петра Дубовского (как лучший футболист Словакии в возрасте младше 21 года): 2005
- В списках 33-х лучших в чемпионате России (№ 3): 2006
- Футболист года в Словакии (4): 2007, 2008, 2011, 2012
- Лучший футболист Ливерпуля: 2011/12

## Личная жизнь
Увлекается теннисом, горнолыжным спортом и хоккеем.
7 октября 2011 года подруга Барбара родила в Ливерпуле сына Маттео.

## Статистика матчей
| Выступление      | Выступление      | Выступление      | Лига | Лига | Кубок | Кубок | Кубок лиги | Кубок лиги | Еврокубки | Еврокубки | Итого | Итого |
| Клуб             | Лига             | Сезон            | Игры | Голы | Игры  | Голы  | Игры       | Голы       | Игры      | Голы      | Игры  | Голы  |
| ---------------- | ---------------- | ---------------- | ---- | ---- | ----- | ----- | ---------- | ---------- | --------- | --------- | ----- | ----- |
| Зенит            | РФПЛ             | 2004             | 7    | 0    | 2     | 0     | —          | —          | 5         | 0         | 14    | 0     |
| Зенит            | РФПЛ             | 2005             | 18   | 1    | 6     | 0     | —          | —          | 4         | 0         | 28    | 1     |
| Зенит            | РФПЛ             | 2006             | 26   | 1    | 6     | 2     | —          | —          | 5         | 0         | 37    | 3     |
| Зенит            | РФПЛ             | 2007             | 23   | 1    | 6     | 0     | —          | —          | 5         | 0         | 34    | 1     |
| Зенит            | Итого            | Итого            | 74   | 3    | 20    | 2     | —          | —          | 19        | 0         | 113   | 5     |
| Ливерпуль        | АПЛ              | 2007/08          | 14   | 0    | 1     | 0     | 0          | 0          | 5         | 0         | 20    | 0     |
| Ливерпуль        | АПЛ              | 2008/09          | 21   | 0    | 2     | 0     | 0          | 0          | 7         | 0         | 30    | 0     |
| Ливерпуль        | АПЛ              | 2009/10          | 19   | 1    | 2     | 0     | 2          | 0          | 6         | 0         | 29    | 1     |
| Ливерпуль        | АПЛ              | 2010/11          | 38   | 2    | 1     | 0     | 0          | 0          | 10        | 0         | 49    | 2     |
| Ливерпуль        | АПЛ              | 2011/12          | 34   | 2    | 5     | 1     | 6          | 1          | —         | —         | 45    | 4     |
| Ливерпуль        | АПЛ              | 2012/13          | 25   | 2    | 1     | 0     | 0          | 0          | 7         | 0         | 33    | 2     |
| Ливерпуль        | АПЛ              | 2013/14          | 36   | 7    | 2     | 0     | 1          | 0          | —         | —         | 39    | 7     |
| Ливерпуль        | АПЛ              | 2014/15          | 33   | 1    | 5     | 0     | 3          | 0          | 7         | 0         | 48    | 1     |
| Ливерпуль        | АПЛ              | 2015/16          | 21   | 1    | 0     | 0     | 3          | 0          | 2         | 0         | 26    | 1     |
| Ливерпуль        | Итого            | Итого            | 242  | 16   | 19    | 1     | 15         | 1          | 43        | 0         | 319   | 18    |
| Фенербахче       | Суперлига        | 2016/17          | 31   | 2    | 7     | 1     | —          | —          | 11        | 0         | 49    | 3     |
| Фенербахче       | Суперлига        | 2017/18          | 21   | 3    | 5     | 0     | —          | —          | 4         | 0         | 30    | 3     |
| Фенербахче       | Суперлига        | 2018/19          | 27   | 1    | 4     | 0     | —          | —          | 9         | 0         | 40    | 1     |
| Фенербахче       | Итого            | Итого            | 79   | 6    | 16    | 1     | —          | —          | 24        | 0         | 119   | 7     |
| Всего за карьеру | Всего за карьеру | Всего за карьеру | 395  | 25   | 55    | 4     | 15         | 1          | 86        | 0         | 551   | 30    |